# Scream and Scream Again
Scream and Scream Again (br Grite, Grite Outra Vez!) é um filme britânico de 1970 dos gêneros horror, ficção científica e suspense, dirigido por Gordon Hessler. 
O filme reúne três veteranos e famosos atores do gênero - Vincent Price, Christopher Lee, e Peter Cushing - mas os dois últimos aparecem em poucas cenas. A história é sobre um "Doutor Frankenstein" moderno e sanguinário, que têm suas experiências de tentar criar "seres humanos perfeitos" corrompidas por intervenções de poderosas figuras políticas e militares.

## Elenco principal
- Vincent Price...Dr. Browning
- Christopher Lee...Fremont
- Peter Cushing...Benedek
- Alfred Marks...Supt.Bellaver
- Christopher Matthews...David Sorel
- Judy Huxtable...Sylvia
- Marshall Jones...Konratz
- Yutte Stensgaard...Erika
- Anthony Newlands...Ludwig
- Julian Holloway...Griffin
- Michael Gothard...Keith

## Sinopse
Numa clínica, um atleta que sofreu um colapso quando corria pelas ruas de Londres, acorda e descobre que seus membros são amputados um a um. Enquanto isso, a polícia investiga um assassinato brutal de uma mulher e chega à casa do Dr. Browning, onde ela trabalhava. Outro assassinato ocorre e o policial-superintendente Bellaver teme estar às voltas com um psicopata assassino. Longe dali, num país totalitário da Europa, o misterioso oficial Konratz descobre uma arma secreta e manipula e mata para tomar o controle do poder.